# Juliaan Lampens
Juliaan Lampens (De Pinte, 1 januari 1926 – Gent, 5 november 2019) was een Belgisch architect. Hij ontwierp in een soort gemoderniseerde traditionele stijl. Dat veranderde echter na 1958. Zijn drie bekendste werken zijn: zijn eigen huis in Eke (1960), de kapel van Kerselare (1966) en de bibliotheek in Eke (1970).

## Biografie en studies
Juliaan Lampens werd geboren in 1926 in De Pinte, België. Van 1946-1950 studeerde hij architectuur aan het Sint-Lucasinstituut te Gent. In 1950 startte hij zijn eigen zaak als architect in Eke, maar zijn carrière begon pas echt 10 jaar later. Voor 1960 ontwierp hij huizen in een soort gemoderniseerde traditionele stijl, na 1958 was hij beïnvloed door 'World fair' in Brussel waardoor hij zijn stijl veranderde. Van 1974 tot 1985 werkte hij als leerkracht en workshop-meester, en van 1985 tot 1991 als professor aan het Sint-Lucas Gent. Hij nam deel aan verschillende nationale en internationale wedstrijden. Hij won bijvoorbeeld de wedstrijd van de 'Onze-Lieve-Vrouw van Kerselare bedevaartkapel' in Edelare (1966), met medewerking van professor Rutger Langaskens. In 1991 was er een retrospectieve tentoonstelling in de internationale kunstcampus ‘deSingel’ in Antwerpen. In 1995 won Lampens de Grote Architectuurprijs van België.

## Architecturale invloeden en stijl
Lampens creëerde zijn eigen kenmerkende en unieke bouwstijl volgens het brutalisme. Hij had een grote invloed op de manier hoe beton gebruikt werd in zowel het interieur als het exterieur van een gebouw. Hij was in de eerste jaren van zijn loopbaan een succesvolle traditionele architect. Pas na Expo 58 rijpten zijn vernieuwende architectonische ideeën. Met het ontwerp van zijn eigen woning beslist hij zich te concentreren op zijn persoonlijke stijl binnen de betonarchitectuur. De nieuwe benadering van Lampens tot het bouwen en wonen sloot aan bij de architectuur van Le Corbusier en Mies van der Rohe. Ook de aanknopingspunten met de Scandinavische en Japanse architectuur zijn duidelijk herkenbaar.

## Werken
- 1945 : Klein familiehuis in Eke

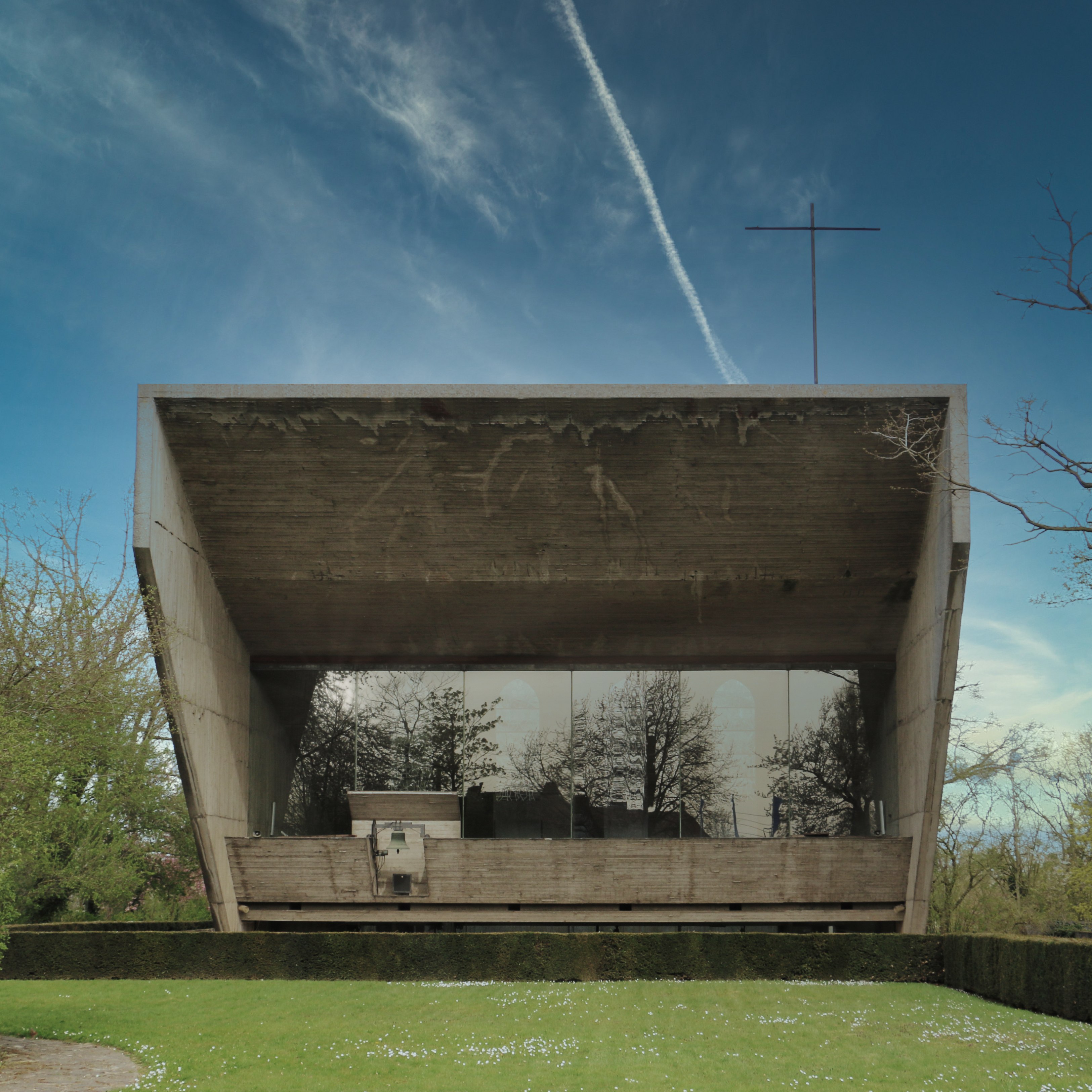
De kapel van Kerselare

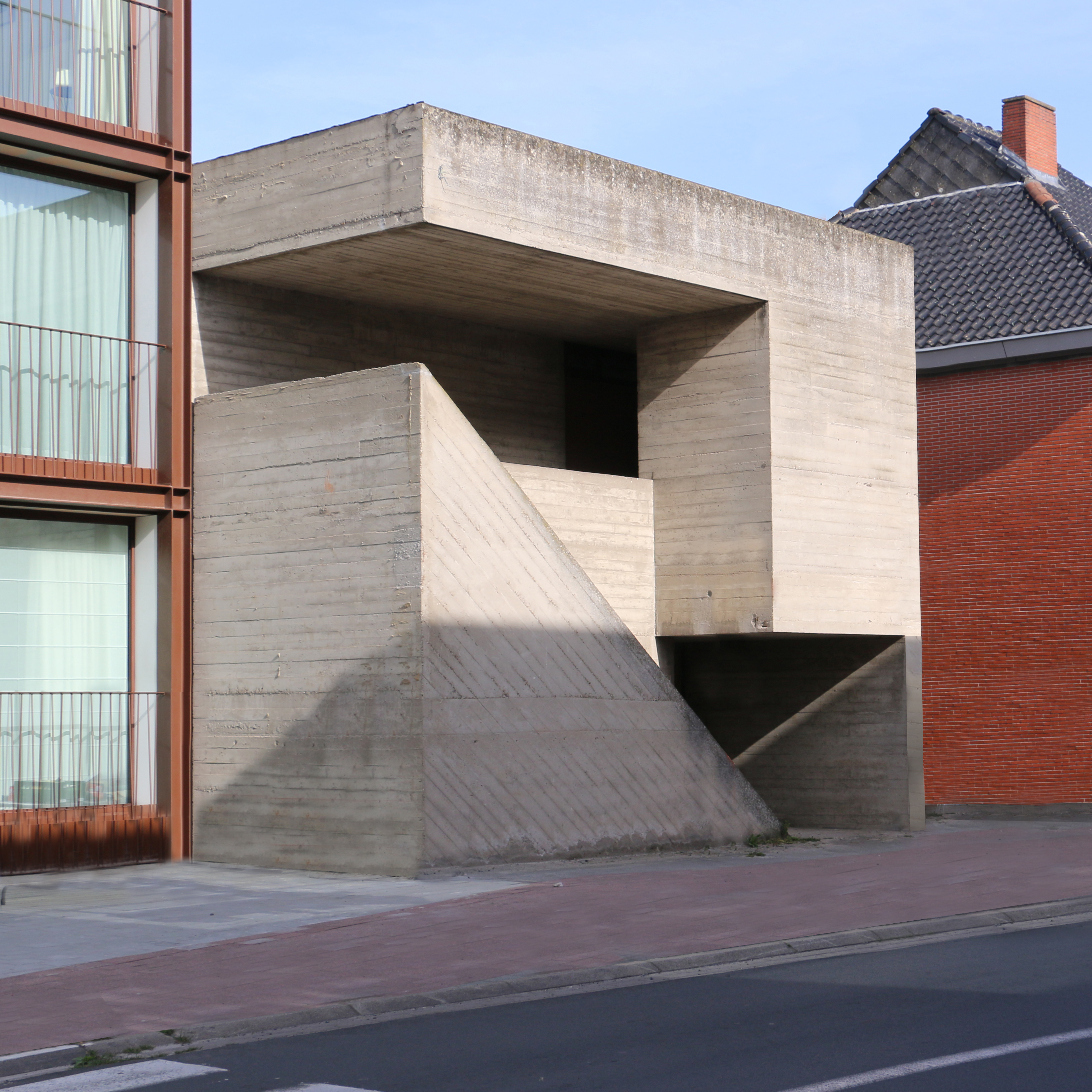
Bibliotheek Eke

- 1948: Een huis voor twee families, Knudde, Eke (Nazareth)
- 1953: Doktershuis Vermaerke, Eke (Nazareth)
- 1957: Nationaal huisvestingsinstituut
- 1958: Huize Cooreman, De Pinte
- 1959: 39 kleine grond-eigendomshuizen, De Pinte
- 1960: Juliaan Lampens-Vanhove huis, Eke (Nazareth)
- 1962: Huis Delbeke, Kortrijk
- 1966: Onze-Lieve-Vrouw van Kerselarekapel, Kerselare
- 1967: Huis Vandenhaute-Kiebooms, Huise (Zingem)
- 1968: Huis Diane Lampens, Semmerzake (Gavere)
  - Huis Claus, Etikhove (Maarkedal)
  - Woning Vierstraete, Gent (Sint-Amandsberg)
- 1969: Huis De Vos-Smesman, Eke (Nazareth)
  - Huis Pijpaert, Nazareth
  - Appartementen Oostduinkerke
- 1970: Openbare bibliotheek, Eke (Nazareth)
  - Meubels: Kruk
- 1970: Huis Vanthuyne-Van Loocke (Hollebeekpark, Merelbeke)
- 1972: Huis Claus-Snoeck, Etikhove (Maarkedal)
- 1973: Huis Derwael-Thienpont, Gavere
  - Huis Jozef Claus (Zero) met fabriek, Eke (Nazareth)
  - Uitbreiding aan het huis van Vanhove-Volkaert, Eke (Nazareth)
- 1974: Huis Van Wassenhove, Sint-Martens-Latem
- 1975: Huis Libeert, Komen
- 1976: Huis Vandenhaute-VereeckenA., De Pinte
- 1978: Huis Merckaert, Geraardsbergen
- 1979: Huis in Lauwers hangar, Nazareth
- 1986: Huis Stockman-Michels, Stekene
- 1988: Huis De La Ruelle-Van Moffaert, Deurle (Sint-Martens-Latem)
- 1990: Huis Wouter Lampens, Semmerzake
- 1992: Huis Dieter Lampens, Semmerzake
- 2002: Huis Frank Velghe, Astene

## Niet uitgevoerde werken
- 1960: Ontwerp sportcentrum watersportbaan
- 1961: Instituut voor transuranium Elementen
- 1964: Opera Madrid
- 1965: Van De Ven Prize
- 1972: Universiteit Antwerpen
  - Receptiezaal Toerisme, Blankenberge
- 1975: Stadshal Lokeren
- 1976: Huis & studio Wallaert, Wannegem- Lede
- 1977: Nationale bibliotheek Iran
- 1979: Nationaal Boerenkrijg museum, Overmere-Donk
- 1981: Sint-Lucas Secundaire School Gent
- 1983: Sociale woningen Amsterdam
- 1997: Internationale architectuurwedstrijd Finland

## Uitbreiding werken

### 1960: Juliaan Lampens-Vanhove huis, Eke (Nazareth)
De constructie van zijn eigen huis was een mijlpaal in zijn carrière. In dit huis introduceerde hij het open-plan living concept dat zou bewijzen fundamenteel te zijn voor zijn verdere praktijk. Een kasseiweg leidt recht naar de carport die gesitueerd is in het midden van het huis tussen de werkkamer en de woning. Het laatste plan is gebaseerd op een raster van achttien pleinen, elk 2,6 meter bij 2,6 meter, en vormt een rechthoek van 8 m bij 16,2 m. Het huis is geconstrueerd in beton, glas, baksteen en hout. Met de uitzondering van de betonnen wand van de carport heeft het geen dragende wanden. Het dak is ondersteund met 26 stalen H-profielen. Binnenin zijn de wanden bedekt met houten planken. Hetzelfde hout werd ook gebruikt voor de slaapkamers en de tafel. Het huis werd ontworpen om het interieur en exterieur te benadrukken met omgeving en natuur, maar toch een uitzondering in dit respect is het bunkereffect van het werk. Afbakening, oriëntatie en perspectief staan centraal met de beschouwing voor de locatie en de constructie van het huis.

### 1966: Kapel, Kerselare
De bouwmaterialen voor deze kapel zijn beton en glas. Het dak bestaat uit twee lagen beton gescheiden van elkaar door balken. Het dak omvat veertien meter over het voorplein. Het altaar van de kapel is een betonnen kubus geaccentueerd door hemellicht en de banken zijn betonnen balken. Het koor kan bereikt worden via een trap die gebouwd is in een betonnen cilinder. De ingangen waren origineel grote betonnen zwaaideuren vastgemaakt aan de zijmuren.

### 1970: Openbare bibliotheek, Eke (Nazareth)
De voorkant van de openbare bibliotheek lijkt op een soort kubus die bijna wiskundig verdeeld is in vierkanten en driehoeken. Achter deze betonnen kubus, die twee verdiepen bevat, is een gelijkvloerse constructie. Dit deel loopt door het eerste deel en laat natuurlijk licht toe. Door het gebruik van cellulair beton lijkt de begane grond verschillend van de buitenkant. De bibliotheek is op de begane grond, terwijl de eerste verdieping Juliaan Lampens’ archief bevat. Deze ruimte was normaal bedoeld voor de kantoorbibliotheek. De eerste verdieping is alleen toegankelijk door middel van de trap, die geplaatst is in de helft van de voorgevel. De binnenmuren bevatten cellulair beton, maar het plafond, bibliotheekmeubels, schappen en tafels zijn van hout.